# Elisabetta Spitz
Elisabetta Spitz (geboren am 22. Jänner 1953 in Rom) ist eine italienische Architektin und Verwaltungsmanagerin mit österreichischen Wurzeln.

## Berufliches
Nach zahlreichen, teils hochrangigen, Managementpositionen in Italien wurde sie im November 2019 zur Regierungskommissärin für das Projekt MO.S.E. für den Hochwasserschutz der Stadt Venedig bestellt. Ihr Aufgabenbereich ist mit ungewöhnlich vielen Kompetenzen ausgestattet, demgemäß wird sie in Medien als „Superkommissarin“ bezeichnet.
Bereits zwischen 1992 und 1999 war sie Vorsitzende des Konsortiums für die Sicherheit der Wohngebiete Venedigs gewesen. Zwischen 2001 und 2008 hatte sie die Leitung der Staatlichen Immobilienagenur inne und arbeitete ab 2009 als Konsulentin der Hafenbehörde für den Venezianischen Entwicklungsplan. Zwischen 2013 und 2018 war ihr die Leitung der dem Finanzministerium unterstehenden Invimit („Investimenti Immobiliari Italiani Sgr S.p.A“) anvertraut, die das öffentliche Immobilienvermögen verwaltet.

## Privates
Laut Medienberichten war ihr Großvater Österreicher jüdischer Herkunft und lebte u. a. als vatikanischer Diplomat in Rom. Spitz spricht deutsch und verbringt Winterurlaube gerne in Nordtirol beim Wintersport. lt. dem gleichen Medienbericht war ihr Vater Zögling des von Jesuiten geführten Kollegs Stella Matutina in Feldkirch, wechselte aber in ein anderes Jesuitenkolleg in Brescia. 
Nach einem am Kultursender Ö1 am 16. September 2020 gesendeten Interview stammen ihre beiden Eltern und alle vier Großeltern aus Österreich sowie alle ihre Fräuleins.
Spitz ist mit dem ehemaligen Politiker und heutigem Journalisten Marco Follini verheiratet und hat eine Tochter.